# Ratpenat nassut de Curaçao
El ratpenat nassut de Curaçao (Leptonycteris curasoae) és una espècie de ratpenat de la família dels fil·lostòmids, que viu al nord-est de Colòmbia, al nord de Veneçuela, a l'illa Margarita, Curaçao, Bonaire i Aruba.